# Punta de Piedra
Pour les articles homonymes, voir Punta de Piedras.
Punta de Piedra est la capitale de la paroisse civile de Ramón Ignacio Méndez de la municipalité d'Ezequiel Zamora dans l'État de Barinas au Venezuela.